# Megaselia evoluta
Megaselia evoluta är en tvåvingeart som beskrevs av Bridarolli 1951. Megaselia evoluta ingår i släktet Megaselia och familjen puckelflugor. Inga underarter finns listade i Catalogue of Life.